# Megousse
 (janvier 2008).
Megousse est un douar (village) situé au sud du Maroc, à une dizaine de kilomètres à l'est de Tiznit. Les habitants de ce petit village berbère parlent le tachelhit.